# Gorka González
Gorka Gonzalez Larrañaga (28 september 1977) is een Spaans voormalig wielrenner.

## Belangrijkste overwinningen
2003
- 5e etappe Ronde van Burgos

## Resultaten in voornaamste wedstrijden
| Jaar | Ronde van Italië | Ronde van Frankrijk | Ronde van Spanje |
| ---- | ---------------- | ------------------- | ---------------- |
| 2002 |                  | buiten tijd         |                  |
| 2003 |                  |                     | 38e              |
| 2004 |                  |                     |                  |
| 2005 |                  |                     | 42e              |

| Jaar | Milaan-San Remo |
| ---- | --------------- |
| 2002 |                 |
| 2003 |                 |
| 2004 | 128e            |
| 2005 |                 |